# Col de Steige
Le col de Steige est un col du massif des Vosges à 537 m d'altitude. Le col se situe entre le massif du Champ du Feu (au nord-est) et la montagne du Climont (au sud-ouest). Il se place ainsi au cœur du pays welche dont il relie deux vallées majeures, vallée de la Bruche et val de Villé.

## Accès
Le col constitue un carrefour routier puisqu'y aboutissent trois routes départementales du Bas-Rhin : CD 424, CD 50 et CD 214 ; celui-ci constituant l'axe principal de communication.
Par ailleurs le sentier de grande randonnée GR 531 passe par le col de Steige.

## Histoire
C'est par ce col qu'en 1470 Pierre de Hagenbach, cruel et dévoué capitaine de Charles le Téméraire, entre dans le val de Villé à la tête de ses troupes bourguignonnes afin de mater la révolte des villes alsaciennes ; épisode historique qui constitue le prélude aux guerres de Bourgogne[réf. souhaitée].

## Tourisme

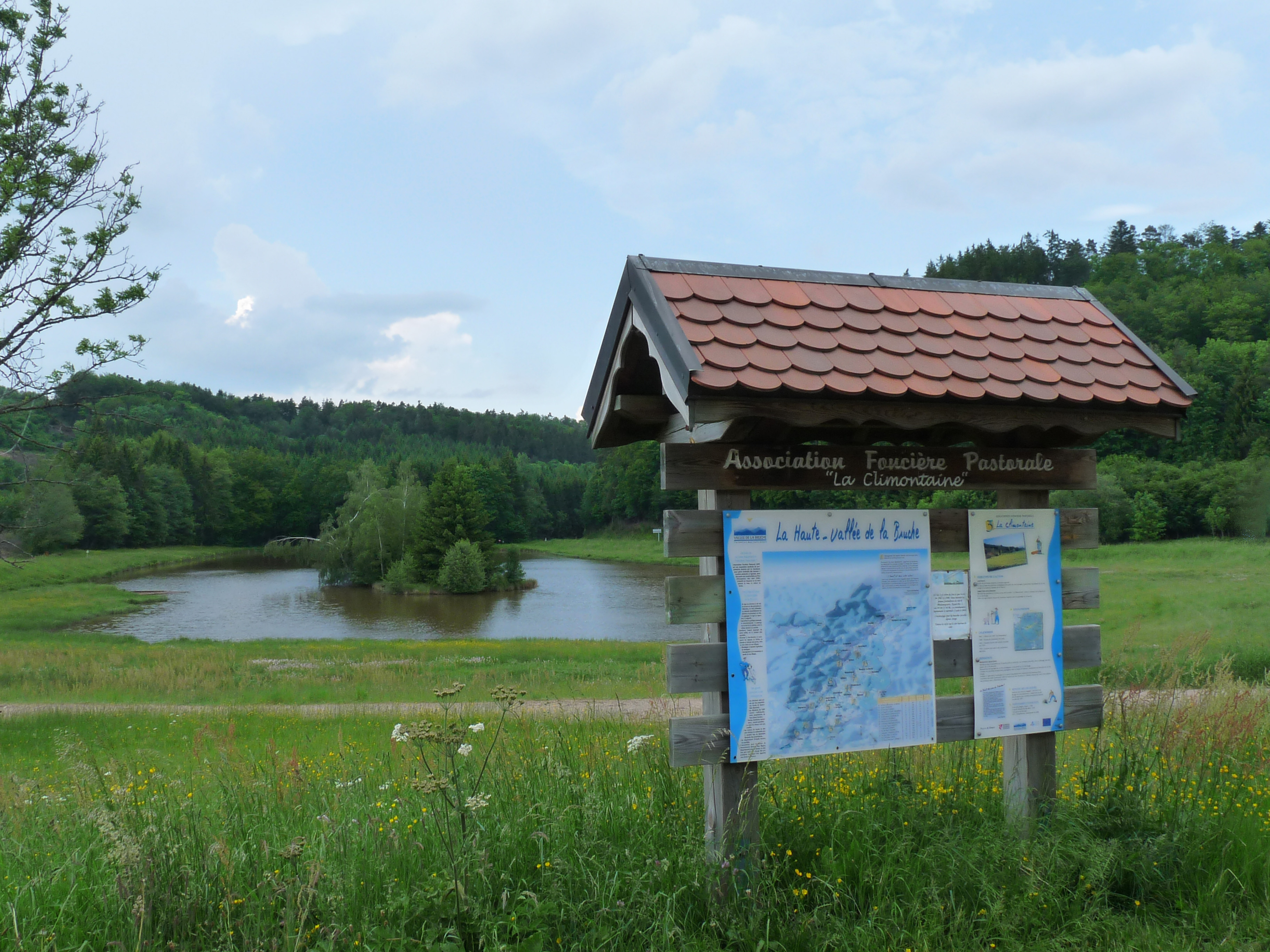
L'étang du col de Steige.

Le col est agrémenté d'un étang assorti d'une aire de pique-nique. 